# Tống Dật
Tống Dật (tiếng Trung: 宋轶; bính âm: Sòng Yì) sinh ngày 31 tháng 10 năm 1989 tại Đông Bảo, Kinh Môn, Hồ Bắc, là một nữ diễn viên người Trung Quốc. Năm 2006, cô được nhận vào khoa Biểu diễn của Học viện Hý kịch Trung ương, gia nhập Nhà hát Nghệ thuật Nhân dân Bắc Kinh sau khi tốt nghiệp 

## Tiểu sử
Năm 2003, Tống Dật đang theo học tại trường trung học Long Tuyền ở thành phố Kinh Môn. Một lần đi dạo trong trường, cô bị chặn lại bởi người đàn ông lạ mặt, hỏi mình có muốn trở thành diễn viên không, cô đã sợ hãi và bỏ chạy. Vài ngày sau, cô mới được thầy giáo cho biết người này là giáo viên ở Học viện Hý kịch Trung ương, Hà Khả Khả (何可可), hiện đang quay phim tại trường. Nhờ mối duyên này, Tống Dật có cơ hội tiếp xúc với diễn xuất lần đầu tiên thông qua một vai diễn nhỏ trong bộ phim ⟪梦一般飞翔⟫ (Tạm dịch: Bay Như Một Giấc Mơ) của Hà Khả Khả. Cô bắt đầu nuôi dưỡng đam mê với nghệ thuật biểu diễn từ lúc ấy .
Năm 2006, cô trúng tuyển với kết quả xuất sắc vào Khoa Diễn xuất, Học viện Hý kịch Trung ương, sau khi tốt nghiệp cô vào Nhà hát Nghệ thuật Nhân dân Bắc Kinh làm việc . 

## Sự nghiệp
Năm 2009, cô đóng vai Hương Lăng trong phiên bản Tân Hồng Lâu Mộng của Lý Thiếu Hồng và chính thức bước chân vào lĩnh vực phim ảnh. Cùng năm, cô vào vai nữ thứ Mạnh Đan trong bộ phim Mạnh Nhị Đông.
Tháng 01 năm 2010, cô đóng vai thứ chính trong bộ phim lịch sử cách mạng Mao Ngạn Anh, vào vai vợ của Mao Ngạn Anh là Lưu Tư Tề. Song song với hoạt động phim ảnh, Tống Dật cũng tích cực tham gia biểu diễn kịch nói, cô được nhận giải thưởng đầu tiên trong sự nghiệp diễn xuất nhờ vai diễn Yên Cơ trong vở Kinh Kha Của Chúng Ta - Giải "Nữ diễn viên phụ xuất sắc nhất (Mảng Kịch nói)" do Trung Hí trao tặng năm 2012.
Tháng 08 năm 2015, cô nhận được sự chú ý với vai diễn nữ điệp viên có câu chuyện cảm động Vu Mạn Lệ trong bộ phim Kẻ Nguỵ Trang, đồng diễn cùng Hồ Ca, Cận Đông. 
Vài năm tiếp theo, Tống Dật có cơ hội thử sức với nhiều vai chính hơn, chẳng hạn như vai Đường Bất Ngữ trong The Flame Of Youth, Tô Tranh trong Nghịch Tập Chi Tinh Đồ Thôi Xán. Đồng thời, khán giả cũng biết đến cô nhiều hơn khi xuất hiện ở các chương trình truyền hình, chẳng hạn đoạt giải "Diễn viên Đột phá" trong chương trình Tôi Là Diễn Viên .
Năm 2019, Tống Dật hóa thân thành vai nữ phụ Phạm Nhược Nhược trong bộ phim Khánh Dư Niên, một tài nữ thông thạo cầm kỳ thi họa và được khán giả khen ngợi vì diễn xuất tự nhiên, giàu khí chất.
Năm 2021, cô vào vai nữ chính Tô Đàn Nhi trong bộ phim cổ trang Ở Rể, một tiểu thư khuê các có xuất thân giàu có, đoan trang, hiền dịu nhưng cũng không kém phần thông minh, trẻ trung đầy sức sống. Sau đó cô được yêu thích và bầu chọn là "Mỹ nữ cổ trang xinh đẹp" trong nửa đầu năm 2021. Cùng năm, Tống Dật trở thành thành viên cố định của chương trình du lịch Người Theo Đuổi Ngôi Sao, do đài Chiết Giang sản xuất.
Năm 2023, Tống Dật đóng vai nữ chính Liễu Ngọc Như trong phim Trường Phong Độ, bộ phim nhận được sự quan tâm từ đông đảo khán giả. 
Năm 2024, Tống Dật vào vai Nhan Nam Tinh đóng cặp cùng La Vân Hi trong phim Nhan Tâm Ký. Nhan Nam Tinh là cô gái hài hước, tính cách hoạt bát, lanh lợi, nhanh nhẹn, giỏi y thuật .
Bên cạnh những lời khen về nhan sắc, Tống Dật là nữ diễn viên liên tục tiến bộ, hóa thân thành đa dạng nhân vật khác nhau để trau dồi kỹ năng, tính tới nay cô đã có ít nhất 34 vai diễn trong các tác phẩm. Ngoài ra, Tống Dật cũng chính thức là một đảng viên Đảng Cộng sản Trung Quốc, cô thường tham gia vào nhiều sản phẩm văn hóa kỷ niệm Đảng.

## Đời tư
Thông tin về gia đình, cha mẹ của nữ diễn viên được giữ kín. Tuy nhiên, tháng 11 năm 2010, Tống Dật từng tiết lộ trong một cuộc phỏng vấn rằng nhà vô địch môn lặn Olympic Hồ Gia (胡佳) là em họ của cô .

## Danh sách tác phẩm
Danh sách tác phẩm của Tống Dật được tham khảo từ  .

### Phim truyền hình
| Năm       | Năm      | Tựa đề                                 | Tựa đề             | Vai diễn                | Vai trò   | Chú thích                                                                                            |
| Phát hành | Sản xuất | Phiên dịch                             | Tiếng Trung        | Vai diễn                | Vai trò   | Chú thích                                                                                            |
| --------- | -------- | -------------------------------------- | ------------------ | ----------------------- | --------- | --- |
| 2010      | 2009     | Tân Hồng lâu mộng                      | 红楼梦             | Hương Lăng              | Vai phụ   | |
| 2010      | 2010     | Mao Ngạn Anh                           | 毛岸英             | Lưu Tư Tề               | Vai phụ   | Đóng cặp: Vu Hiểu Quang                                                                              |
| 2012      | 2010     | Chuyện tình cây táo gai                | 山楂树之恋         | Chung Bình              | Vai phụ   | |
| 2012      | 2011     | Miễn là bạn sống tốt hơn tôi           | 只要你过得比我好   | Hạ Tiểu Bạch            | Vai phụ   | |
| 2012      | 2011     | Se Nhầm Nhân Duyên                     | 错点鸳鸯           | Tần Thu Vũ              | Vai phụ   | |
| 2013      | 2011     | Kế hoạch em bé                         | 宝贝计划           | Lý Tiểu Lương           | Vai phụ   | |
| 2013      | 2012     | Ultimate Conquest                      | 终极征服/ 武间道   | Đường Tuyết Như         | Vai phụ   | |
| 2014      | 2014     | Legendary Heroes                       | 英雄祭             | Uông Nhược Thi          | Vai phụ   | |
| 2015      | 2015     | Kẻ ngụy trang                          | 伪装者             | Vu Mạn Lệ               | Vai phụ   | Bạn diễn: Hồ Ca, Cận Đông, Lưu Mẫn Đào                                                               |
| 2016      | 2014     | Con đường hạnh phúc                    | 远得要命的爱情     | Kiều Giai Ảnh           | Vai phụ   | |
| 2016      | 2016     | The Flame Of Youth                     | 尖锋之烈焰青春     | Đường Bất Ngữ           | Vai chính | Bạn diễn: Lý Giai Hàng, Ngưu Tuấn Phong                                                              |
| 2017      | 2013     | Thần thám Địch Nhân Kiệt 4             | 神探狄仁杰4        | Nam Nhạn                | Vai phụ   | |
| 2017      | 2016     | Tiểu tình nhân                         | 小情人             | Tổ Bối Lai / Belle      | Vai phụ   | |
| 2017      | 2016     | Con đường thành sao                    | 逆袭之星途璀璨     | Tô Tranh                | Vai phụ   | Đóng cặp: Push                                                                                       |
| 2017      | 2015     | Truyền kỳ về ông trùm                  | 传奇大亨           | Cổ Mộng                 | Vai phụ   | |
| 2017      | 2012     | Spicy Girlfriend's Happy Time          | 麻辣女友的幸福时光 | Thúy Thúy               | Vai phụ   | phát sóng tại Hàn Quốc                                                                               |
| 2018      | 2014     | The King Of Soldiers                   | 兵王               | Hạ Tiểu Vũ              | Vai chính | Bạn diễn: Trịnh Kỳ                                                                                   |
| 2018      | 2017     | Lầu nhỏ có gió đông                    | 小楼又东风         | Lữ Hàm Chi              | Vai chính | Đóng cặp: Nghiêm Ngật Khoan                                                                          |
| 2018      | 2014     | Thần Phong Đao                         | 神风刀             | Vương Yên               | Vai phụ   | |
| 2018      | 2017     | Thời đại lập nghiệp                    | 创业时代           | Wendy                   | Vai phụ   | |
| 2019      | 2018     | Pháp Y Tâm Linh                        | 心灵法医           | La Bút Tâm              | Vai chính | Bạn diễn: Nhiếp Viễn                                                                                 |
| 2019      | 2018     | Khánh dư niên                          | 庆余年             | Phạm Nhược Nhược        | Vai phụ   | |
| 2021      | 2020     | Ở rể                                   | 赘婿               | Tô Đàn Nhi              | Vai chính | Đóng cặp: Quách Kỳ Lân                                                                               |
| 2021      | 2020     | Muôn vàn cách yêu                      | 爱的理想生活       | Đới Hi Hi               | Vai chính | Bạn diễn: Ngụy Đại Huân, Ân Đào, Triệu Kim Mạch. Cải biên từ truyện tranh cùng tên của Chu Đức Dung. |
| 2021      | 2020     | Phong khởi Lạc Dương                   | 风起洛阳           | Liễu Nhiên / Thất Nương | Vai phụ   | Đóng cặp: Vương Nhất Bác                                                                             |
| 2022      | 2021     | Ám dạ hành giả                         | 暗夜行者           | Tô Thanh Trúc           | Vai chính | Web drama, Bạn diễn: Lý Dịch Phong                                                                   |
| 2023      | 2022     | Trường phong độ                        | 长风渡             | Liễu Ngọc Như           | Vai chính | Đóng cặp: Bạch Kính Đình. Chuyển thể từ tiểu thuyết cùng tên của Mặc Thư Bạch.                       |
| 2023      | 2017     | Phong sào                              | 蜂巢               | Cố Phiến                | Vai chính | Đóng cặp: Hàn Đống                                                                                   |
| 2023      | 2019     | Vượt đại dương để yêu em               | 漂洋过海再爱你     | Hạ Duyên                | Vai chính | Đóng cặp: Trần Học Đông                                                                              |
| 2024      | 2022     | Các cô ay của hôm nay                  | 今天的她们         | Lộ Chân Chân            | Vai chính | Bạn diễn: Xa Thi Mạn, Lý Thuần                                                                       |
| 2024      | 2023     | Khánh dư niên 2                        | 庆余年第二季       | Phạm Nhược Nhược        | Vai phụ   | |
| 2024      | 2023     | Nhan Tâm Ký                            | 颜心记             | Nhan Nam Tinh           |           | Đóng cặp: La Vân Hi                                                                                  |
| TBA       | 2016     | The Rhapsody of a Summer Dream         | 你的声音如此美丽   | Hạ Na                   | Vai chính | Đóng cặp: Trương Hàn                                                                                 |
| TBA       | 2021     | Câu chuyện về Hàn Viện ở vườn Lộ Hương | 露香园韩媛传       | Hàn Hi Manh             | Vai chính | |
| TBA       | -        | Ở rể 2                                 | 赘婿第二季         | Tô Đàn Nhi              | Vai chính | Đóng cặp: Quách Kỳ Lân                                                                               |
| TBA       | 2024     | Dữ tấn Trường An                       | 与晋长安           | Lê Sương                | Vai chính | Đóng cặp: Thừa Lỗi                                                                                   |

### Phim điện ảnh
| Năm công chiếu | Tựa đề                                   | Tựa đề                    | Vai diễn       |
| Năm công chiếu | Phiên dịch                               | Tiếng Trung               | Vai diễn       |
| -------------- | ---------------------------------------- | ------------------------- | -------------- |
| 2004           | Bay như một giấc mơ                      | 梦一般飞翔                | Nữ sinh viên   |
| 2009           | Mạnh Nhị Đông                            | 孟二冬                    | Mạnh Đan       |
| 2010           | Trạm bảo dưỡng tình yêu                  | 爱情维修站                | Văn Tuyết      |
| 2013           |                                          | 微笑的樱桃                | Trương Tiểu Vũ |
| 2015           | Dành dành nở hoa                         | 栀子花开                  | Trần Gia Miêu  |
| 2015           | Thông linh: Lục thế cổ trạch             | 六世古宅 / 通灵之六世古宅 | Nana           |
| 2016           | Công thức tình yêu của cô nàng tomboy    | 女汉子真爱公式            | Cameo          |
| 2021           | 1921                                     | 1921                      | Dương Thục Tuệ |
| 2023           | Thanh niên Trung Quốc: Tôi và thanh xuân | 中国青年：我和我的青春    | Du Tịnh        |
| 2024           | Dating Master                            | 约会大师之爱在响螺湾      | Vương Địch     |

### Kịch
| Năm  | Tựa đề                                       | Vai diễn          | Ghi chú                |
| ---- | -------------------------------------------- | ----------------- | ---------------------- |
| 2010 | 《家》Nhà                                    | Minh Phượng       |                        |
| 2010 | 《黑草垛》Đống cỏ đen                        | Hương Thảo        |                        |
| 2011 | 《雷雨》Lôi Vũ                               | Tứ Phụng          |                        |
| 2011 | 《家》Nhà                                    | Thụy Giác         |                        |
| 2011 | 《四滴水》Bốn giọt nước                      | Lạp Lệ Sa         |                        |
| 2011 | 《我们的荆轲》Kinh Kha Của chúng ta          | Yên Cơ            | Buổi ra mắt ở Bắc Kinh |
| 2012 | 《结婚》Kết hôn                              | Hoa Điền Xuân Tử  |                        |
| 2012 | 《我们的荆轲》Kinh Kha của chúng ta          | Yên Cơ            | Diễn thêm              |
| 2013 | 《一仆二主》Một tớ hai chủ                   | Khắc Lạp Lý Thiết |                        |
| 2013 | 《毛泽东和他的长子》Mao Trạch Đông và con cả |                   |                        |

## Chương trình truyền hình
| Năm  | Chương trình | Giới thiệu |
| ---- | --- | --- |
| 2017 | 不装第三季 | |
| 2018 | Tôi là Diễn Viên 我就是演员 | Đài Chiết Giang Chương trình thử thách diễn xuất. Tống Dật đã có phần trình diễn gây ấn tượng trong vở "Thuật Thôi Miên" (dựa trên phim điện ảnh cùng tên), hợp tác cùng Kim Thế Giai |
| 2019 | Hội diễn Văn nghệ toàn quốc 2019 “Bông hoa của tháng năm” dành cho học sinh trung học cơ sở và đại học 我们都是追梦人 - 2019“五月的鲜花”全国大中学生文艺会演 | Đài CCTV Tống Dật diễn đọc 战火中的家书 |
| 2019 | 《青春环游记第一季》Thanh xuân du ký 1 | Đài Chiết Giang Chương trình du lịch giới thiệu nét đặc trưng của mỗi thành phố khác nhau                                                                                             |
| 2019 | Ngày ngày tiến lên | Mango TV |
| 2019 | Tôi muốn tham gia Gala mùa xuân 我要上春晚 | Đài CCTV Một sân khấu biểu diễn tài năng, cùng với sự tham gia bình chọn từ ban giám khảo khách mời                                                                                   |
| 2019 | Làm mới cố cúng 2 上新了·故宫第二季 | Đài Bắc Kinh (BRTV) Chương trình giới thiệu về các di tích văn hóa và lịch sử liên quan đến Tử Cấm Thành.                                                                             |
| 2020 | Set Sail 2020 - Happy New Year 2020 | Đài CCTV |
| 2020 | 非常静距离 | Đài An Huy Talkshow phỏng vấn nghệ sĩ. |
| 2020 | Beauty小姐第二季 | Tencent Video |
| 2020 | Vương bài đối Vương bài mùa 5 王牌对王牌第五季 | Đài Chiết Giang Đoàn phim Khánh dư niên hội tụ |
| 2020 | Keep Running mùa 4 | Đài Chiết Giang |
| 2020 | Tiệc đêm giao thừa Chiết Giang TV năm 2021 浙江卫视2021跨年晚会                                                                                              | Đài Chiết Giang Chương trình đêm giao thừa năm 2021. Tống Dật, Hồ Liên Hinh, Hạ Nhược Nghiên trình diễn ca khúc Mọi người yêu thương nhau (大家来恋爱)                                |
| 2021 | Người theo đuổi ngôi sao 追星星的人 | Đài Chiết Giang Chương trình tạp kỹ cắm trại ngoài trời với những hoạt động thư giãn, cùng ngắm bầu trời sao rực rỡ                                                                   |
| 2021 | Ngày Ngày Tiến Lên | Mango TV |
| 2021 | Cuộc hành trinh vĩ đại 伟大征程 | Đài CCTV Kỷ niệm 100 năm thành lập Đảng Cộng sản Trung Quốc. |
| 2021 | Glory Is Back! Luo Yang 登场了！洛阳 | IQIYI |
| 2022 | Xin chào, thứ Bảy 你好星期六 | Mango TV |
| 2022 | Người theo đuổi ngôi sao 2 追星星的人第二季 | Đài Chiết Giang |
| 2022 | UP青春 | Đài CCTV |
| 2022 | Manh thám tra an mùa 2 萌探探探案第二季 | IQIYI |
| 2022 | Hướng về cuộc sống mùa 6 向往的生活第六季 | Mango TV |
| 2023 | Glory Is Back 登场了！北京中轴线 | IQIYI |
| 2023 | Wow! Nice Figure 5 哎呀好身材第五季 | Mango TV Giữ vai trò Trợ lý Năng lượng |
| 2024 | 新春非遗之夜 | Chương trình tôn vinh di sản văn hóa phi vật thể. |
| 2024 | 2024年中央广播电视总台春节联欢晚会 Đêm hội mùa Xuân CCTV năm 2024                                                                                            | CCTV Gala Mừng xuân năm 2024. Biểu diễn tiết mục 鼓舞龙腾 |
| 2024 | 2024年北京广播电视台春节联欢晚会 Đêm hội mùa Xuân BRTV năm 2024                                                                                              | BRTV Gala Mừng xuân năm 2024. Biểu diễn tiết mục Bắc Kinh muôn màu (京”彩绽放) với Hồ Ngạn Bân và Mao Hiểu Đồng                                                                       |
| 2024 | Journey of Luck 幸运旅行家 | Đài Chiết Giang |
| 2024 | 闪光的青春——2024五四青年节特别节目 | Đài CCTV Hát 敬所有的美好 với Bạch Vũ |
| 2024 | Xin chào, thứ Bảy 你好星期六 | Mango TV |

## Âm nhạc

### Single
| Tên      | Ngày phát hành     | Ghi chú                                                             |
| -------- | ------------------ | ------------------------------------------------------------------- |
| 心手相握 | 2 tháng 1 năm 2021 | OST Gala giao thừa năm 2021 của Đài truyền hình vệ tinh Chiết Giang |

## Giải thưởng
| Năm  | Lễ trao giải                                                  | Hạng mục                      | Đề cử cho | Kết quả   | Ghi chú |
| ---- | ------------------------------------------------------------- | ----------------------------- | --------- | --------- | ------- |
| 2019 | Lễ trao giải Phim truyền hình chất lượng Trung Quốc lần thứ 4 | Diễn xuất chất lượng của năm  | —         | Đoạt giải | [ 22 ]  |
| 2019 | Gala mùa xuân của CCTV                                        | Thanh niên gương mẫu          | —         | Đoạt giải |         |
| 2019 | Giải thưởng lựa chọn thời trang Ifeng                         | Thời trang tranh lịch của năm | —         | Đoạt giải | [ 23 ]  |
| 2020 | Lễ trao giải thưởng văn học Trung Quốc                        | Nữ diễn viên đột phá của năm  | —         | Đoạt giải | [ 24 ]  |
|      |                                                               |                               |           |           |         |